# Albufeira (gemeente)
Albufeira (IPA: [ɐɫβuˈfɐjɾɐ]) is zowel een stad als een gemeente en badplaats, gelegen in het district Faro in de Algarve, de zuidelijkste provincie van Portugal. Albufeira is gelegen aan de Atlantische Oceaan en had in 2001 13.646 inwoners. Het inwoneraantal van de gemeente Albufeira in 2011 was 40.828. in een gebied van 140,66 km². Albufeira beschikt over een moderne jachthaven, golfterreinen en vele stranden.
Albufeira is van oorsprong een vissersplaats, maar is de laatste decennia uitgegroeid tot een van de belangrijkste en drukste toeristische badplaatsen van Portugal. De meeste toeristen komen via de luchthaven van Faro, een ritje met de auto van ongeveer 40 minuten.

## Klimaat
De gemiddelde maximumtemperatuur varieert van 17,7 °C (64F) in januari tot ongeveer 30 °C (86F) in augustus. De regio heeft meer dan 3000 uren zonneschijn per jaar, waardoor het een favoriete bestemming is voor steeds meer toeristen. Doordat de luchtvochtigheid in de zomer laag is, is de warmte zeer goed uit te houden. Door de zachte winters en de overvloed aan zonne-uren is Albufeira ook bij overwinteraars bijzonder populair.

## Economie
Toerisme en handel zijn de voornaamste activiteiten in Albufeira. Overdag zijn de vele stranden van Albufeira populair, na zonsondergang komt het stadje zelf tot leven met bars, restaurants, en een grote variëteit aan winkels, van typisch Portugese restaurants en cafés tot Ierse, Engelse, en Nederlandse restaurants en pubs.

## Toerisme

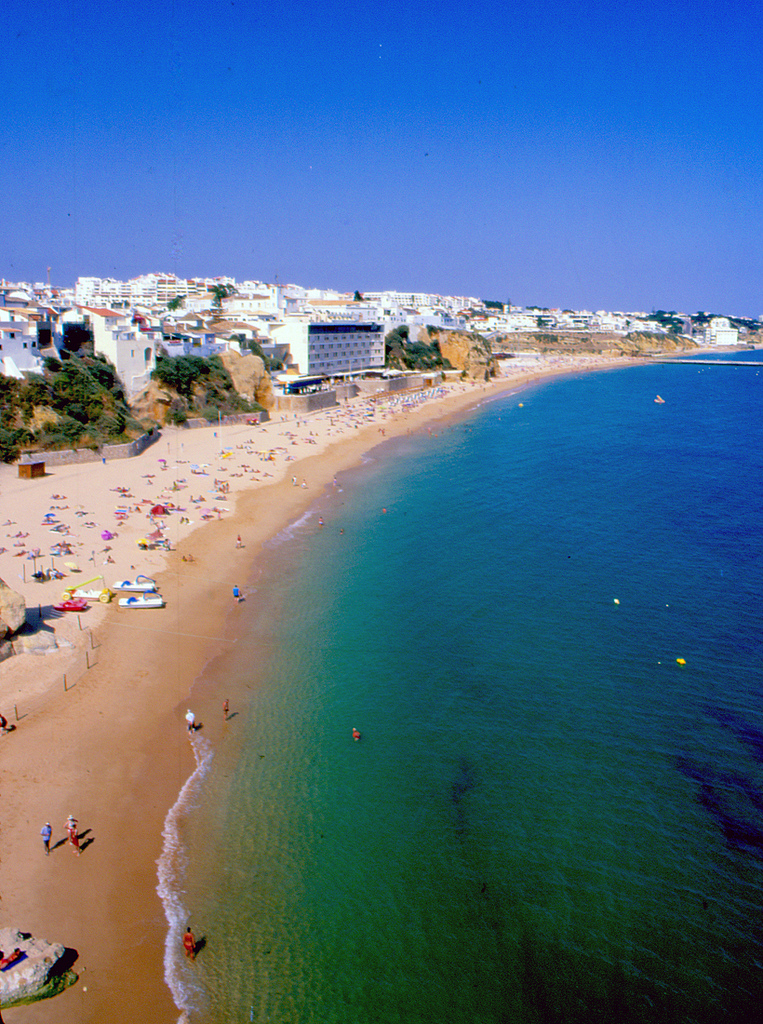
Strand in Albufeira

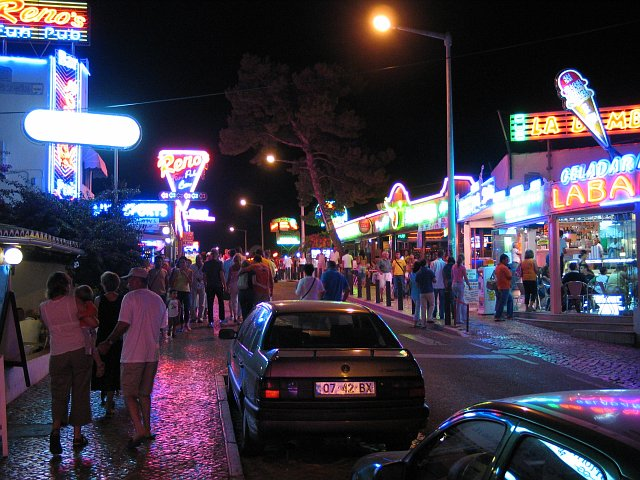
Nachtleven in Albufeira

De twee belangrijkste toeristische gebieden zijn Areias de São João, beter bekend als 'De Strip', en het oude centrum ("Old Town") . De Strip's belangrijkste straat is Avenida Francisco Sá Carneiro, die vol bars, restaurants en openluchtdiscotheken is. Dit gebied leeft vooral in de avond en nacht, de stierenvecht arena ligt om de hoek evenals de Kiss-discotheek.
De Oude Stad ("Old Town") ligt direct aan het strand en is vrijwel in zijn geheel een voetgangersgebied. Er zijn wel vele parkeergarages en terreinen te vinden in de directe omgeving. In de Oude Stad lopen veel straatartiesten die de bezoekers op verschillende wijzen entertainen. Zij worden omringd door een grote hoeveelheid discotheken, bars, restaurants en shops. In veel bars wordt 's avonds opgetreden door live-muzikanten. De bekendste plaatsen voor live-muziek zijn Vertigo Bar op het centrale plein en Snoopy direct aan het strand. De Oude Stad is om en nabij vier keer groter dan De Strip.

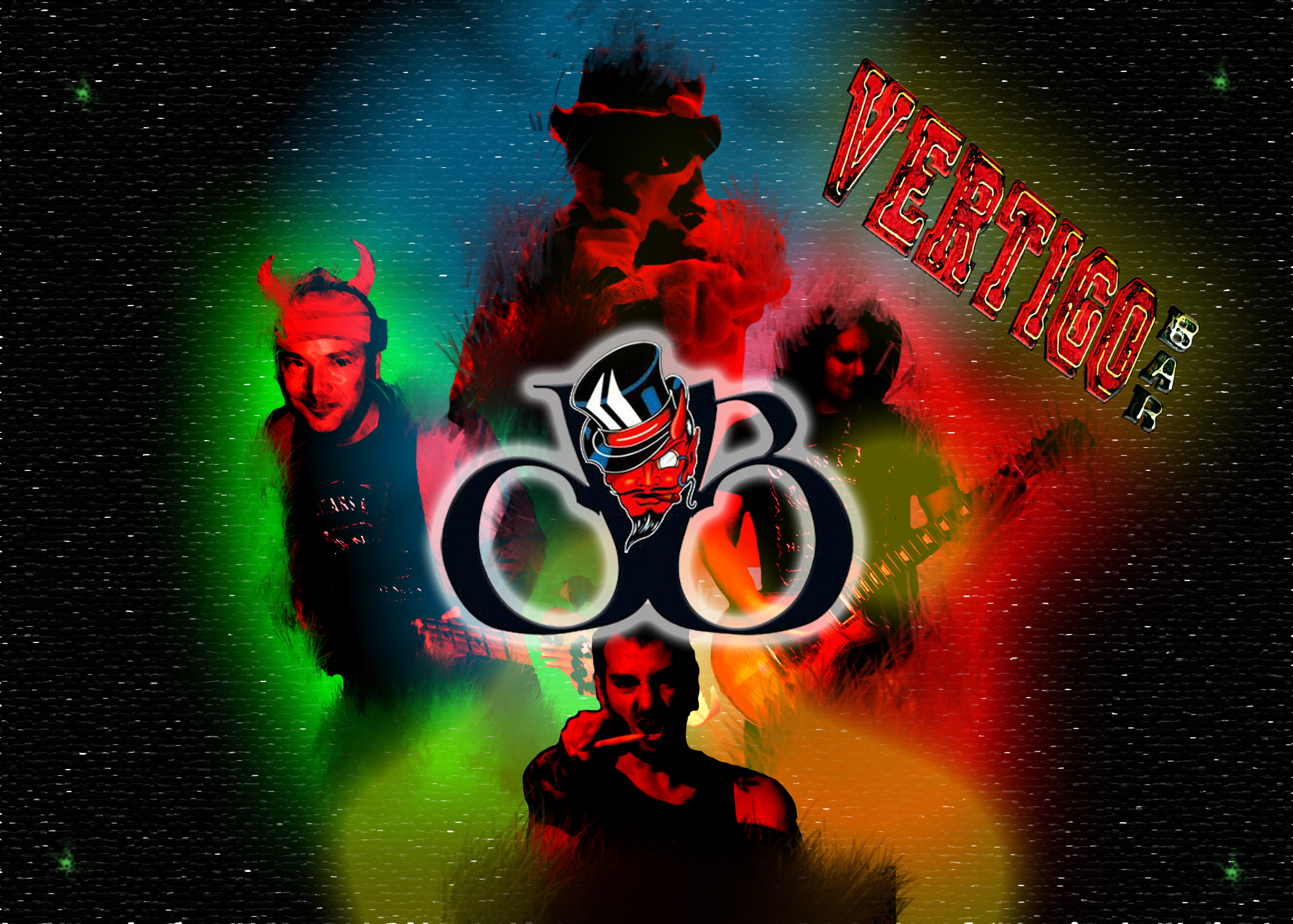
Diéb Band is een van de bekendste bands in de Algarve

## Geschiedenis
Gedurende de Romeinse tijd was de naam van de havenstad Baltum en later, vanaf de 8ste eeuw, tijdens de overheersing van de moslims van Al-Andalus Al-Buhera. In 1249 werd de stad belegerd en ingenomen door ridders van de Orde van Santiago en in 1251 gaf koning Alfons III van Portugal de stad aan de Orde van Aviz.

## Plaatsen in de gemeente
De gemeente (conçelho) Albufeira is opgedeeld in een aantal kleinere deelgemeenten (de zgn. freguesias).
Deze freguesias zijn:
- Albufeira
- Ferreiras
- Guia
- Olhos de Água
- Paderne